# Golf de Saint-Germain
De Golf de Saint-Germain is een Franse golfclub in de Franse gemeente Saint-Germain-en-Laye ten westen van Parijs.
Golf de l'Ermitage
In 1902 werd een golfbaan aangelegd met de naam Golf de l'Ermitage. Het probleem was dat de Seine in de wintermaanden af en toe overstroomde. Het bestuur vond in 1920 een terrein bij de bossen van Saint-Germain en liet een nieuwe baan aanleggen door golfbaanarchitect Harry Colt.
Toernooien
- Open de France in 1927, 1936, 1949, 1952, 1958, 1962, 1967, 1981 en 1985
- Hennesy Cup 4x
- 1964: WK dames teams: de eerste Espirito Santo Trophy
- 1999: EK dames teams